# MTV Украина
MTV Украина — украинский музыкально-развлекательный телеканал, являлся частью сети MTV Networks и входивший в медиагруппу Inter Media Group.

## История
В Украине первые программы MTV транслировались с 1 сентября 1996 по 31 августа 1997 года с 23:30 до 1:30 на «ICTV» в том числе с модерацией Снежаны Егоровой (в частности, Greatest hits, Hits non stop, Amour, Dancefloor chart, ChillOut Zone и т.п.). Впоследствии программы MTV выходили на телеканалах «Интер» и «СТБ».
Телеканал впервые вышел в эфир 24 августа 2007 года в тестовом режиме показом «Танці» группы «Вопли Видоплясова», а 3 сентября 2007 года перешёл в полноценное вещание.
Телеканал можно было принимать на территории Украины в пакете кабельного телевидения, где MTV Украина, согласно соответствующим договорам и лицензиям, заменил MTV Europe. За рубежом прием канала возможен со спутника Amos-3.
В октябре 2009 года украинский медиахолдинг Inter Media Group приобрёл «MTV Украина».
В 2011 году портал Main People отметил, что «MTV Украина» помогает встать на ноги начинающим артистам. Среди них перечислялись Lama, Макс Барских и Sirena. С 2012 года этот список пополнил ещё один украинский коллектив — The Hardkiss. Начиная с 2012 года клип группы Dance with me транслировался на всех телеканалах Европы. В этом была значительная заслуга участника группы и эфирного продюсера телеканала MTV Валерия Бебко.
С 8 апреля 2013 года «MTV Украина» сменил концепцию вещания, добавив в сетку архивные передачи и скетч-шоу производства телеканала «К1».
30 мая 2013 года руководители медиахолдинга «Inter Media Group» неожиданно заявили о ребрендинге телеканала, но вместо него было принято решение о его закрытии. 1 июня 2013 года MTV Украина, после завершения комедийного телесериала «КиС (Коротко и смешно)», был закрыт. Вместо него началось вещание нового развлекательного телеканала Zoom. Телеканал «MTV Украина» завершил своё вещание через сутки после завершения эфирного вещания телеканала «MTV Россия».

## Виджеи MTV Украина
- Артур Яворский — ведущий шоу «Open Space» и хит-парада «MTV ТОП-20»
- Вадим Абрамов — ведущий шоу «Open Space»
- Дмитрий Шарабурин — ведущий шоу «Хі та Ха»
- Даша Медовая — экс-ведущая шоу «Open Space», заняла второе место на национальном отборе конкурса Евровидение-2013
- Алла Тулинская — экс-ведущая шоу «Open Space»

## Программы
- «OPEN SPACE»
- «Хі та Ха»
- «100 % MTV»
- «MTV ТОП-20»
- «Южный Парк»
- «Бивис и Баттхед»
- «Ху из Ху»
- «Краіна Сміється»
- «Повний фарш (Тачку на прокачку)»
- «Бен-10 (Мультсериал)»
- «Потерянная вселенная (Сериал)»
- «Тайны Смолвиля (Сериал)»